# Aïssey
Aïssey är en kommun i departementet Doubs i regionen Bourgogne-Franche-Comté i östra Frankrike. Kommunen ligger i kantonen Baume-les-Dames som tillhör arrondissementet Besançon. År 2022 hade Aïssey 165 invånare.

## Befolkningsutveckling
Antalet invånare i kommunen Aïssey
Referens:INSEE